# Nikolaus I. (Lothringen)

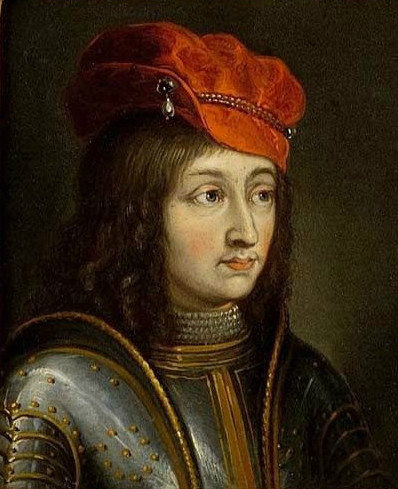
Nikolaus I. in einer Darstellung aus dem 17. Jahrhundert

Nikolaus I., frz. auch Nicolas d’Anjou, (* 1448 in Nancy; † 27. Juli 1473 ebenda) war Herzog von Lothringen, Bar und Kalabrien. Er war der Sohn des Herzogs Johann II. und der Marie de Bourbon.

## Biografie
1461 wurde er mit Anne de France (* 1460) verlobt, der ältesten Tochter des französischen Königs Ludwig XI. und der Charlotte von Savoyen. Der König schickte ihn auf einen Feldzug gegen Franz II., Herzog von Bretagne, einem Verbündeten Karls des Kühnen, Herzog von Burgund, bei dem er 1468 Champtoceaux und Ancenis eroberte. 1469 gab Ludwig XI. seiner Tochter die Vizegrafschaft Thouars, und Nikolaus wurde bereits aufgrund seiner Verlobung zum 33. Vizegrafen. Im Jahr darauf starb sein Vater, wodurch er Lothringen und Bar erbte. 1471 wurde er Herzog von Kalabrien.
Ein Jahr später, 1472, stand Nikolaus dann auf der anderen Seite, als er für den Burgunder an der Invasion der Picardie und der Belagerung von Beauvais teilnahm; Karl der Kühne sah ihn für die Ehe mit seiner Tochter Maria vor, womit eine Verbindung von den Teilen des burgundischen Staates, die keine französische Apanage waren (also das Herzogtum Burgund selbst), und Lothringen-Bar zustande gekommen wäre. 1473 versuchte Nikolaus auf eigene Rechnung Metz zu erobern, die Bürger der Stadt schlugen seinen ersten Versuch jedoch zurück. Beim zweiten Versuch starb Nikolaus unverheiratet und ohne legitime Nachkommen, hinterließ lediglich eine uneheliche Tochter, Marguerite, Bâtarde d’Anjou, die Jean IV. de Chabannes († 1503), Graf von Dammartin (Haus Chabannes) heiratete.
Die Herzogtümer Lothringen und Bar gingen an seine Tante Jolande, die mit Friedrich II. von Vaudémont verheiratet war, wodurch Lothringen (vermehrt um Bar) schließlich an das Haus Châtenois zurückfiel. Anne de France heiratete später Pierre de Beaujeu, den jüngeren Sohn von Johann II., Herzog von Bourbon, Maria von Burgund 1477 den späteren Kaiser Maximilian I.